# Орден Чёрного орла
Орден Чёрного орла (нем. Schwarzer-Adler-Orden) — высший орден Королевства Пруссии.

## История
Учреждение ордена непосредственно связано с приданием Пруссии статуса королевства. В январе 1701 года курфюрст Бранденбурга Фридрих III за участие в войне за испанское наследство на стороне Австрии получил от императора Священной Римской империи Леопольда I титул "король в Пруссии", и стал править под династическим номером «I», то есть под именем Фридриха I. Свою коронацию Фридрих I ознаменовал учреждением нового рыцарского ордена — Чёрного орла. Статуты ордена были изданы 18 января 1701 года. Название и внешний облик знаков ордена тесно связано с королевской династией Пруссии, так как орёл представлял собой основной элемент династического герба Гогенцоллернов. Как объяснялось в статутах, принятие орла в качестве основы названия и знака Ордена вызывалось не обычаем древних рыцарских орденов принимать в качестве своего символа то или иное геральдическое животное, но тем, что орёл является благородной птицей, царём неба, символом справедливости и знаком герба прусской короны.
Гроссмейстером состоял король; сыновья короля становились кавалерами ордена при рождении, официально получали орден в 10 лет, а цепь — в 18 лет. Из иностранцев орден Чёрного орла жаловался государям и высшим государственным сановникам; немецким подданным — за военные и гражданские заслуги. Знаки ордена: светло-синий восьмиконечный крест с 4 чёрными орлами в углах и шифром FK на среднем щите, надеваемый на широкой оранжевой ленте через плечо, и восьмиконечная серебряная звезда, с чёрным орлом на оранжевом поле и девизом «Suum cuique».
Один класс. Состоит из знаков: креста, звезды и ленты тёмно-жёлтого цвета. Знак Ордена носился на тёмно-жёлтой чресплечной ленте (через левое плечо) или на золотой цепи; звезда на левой стороне груди.
Лента ордена Черного Орла пожалована Выборгскому 85-му пехотному полку 18 декабря 1888 года шефом (почётным командиром) полка германским императором Вильгельмом II.
Изображение Большого креста (одного из знаков) ордена на цепи было размещено на государственном гербе Германской империи (Большой герб Империи — герб Его Императорского Величества).

## Кавалеры
С момента своего создания в 1701 по 1918, орденом Чёрного орла были награждены 1341 человек. Самое массовое награждение состоялось 7 апреля 1805, когда орден получили 7 человек. В 1918 году были 118 живых членов ордена, включая 14 членов Прусской королевской семьи и 49 членов других правящих домов Германии.
С 1919 года орден вручается только представителям дома Гогенцоллернов. До 1934 года состоялись 18 награждений.

### Известные Российские кавалеры
- Александр III
- П. И. Багратион
- М. Б. Барклай-де-Толли
- П. Х. Витгенштейн
- С. Ю. Витте[3]
- Екатерина II
- В. Н. Коковцов
- М. И. Кутузов
- А. Д. Меншиков
- М. А. Милорадович
- Николай I
- Николай II
- Ф. В. Остен-Сакен
- Пётр III
- Г. А. Потёмкин
- П. А. Румянцев-Задунайский
- А. В. Суворов
- З. Г. Чернышёв
- Ф. Ф. Шуберт
- П. К. Эссен
- Елизавета Петровна
- А.П.Тормасов

## Положение о награде
Орден вручался только лицам, достигшим 30-летнего возраста и доказавшим прямое дворянское происхождение от восьми предков. В 1848 году требование к происхождению было упразднено, а кавалеры ордена стали получать потомственное дворянство. По состоянию на 1890 год возрастное ограничение уже не соблюдалось.

Орден Черного орла в геральдической прорисовке
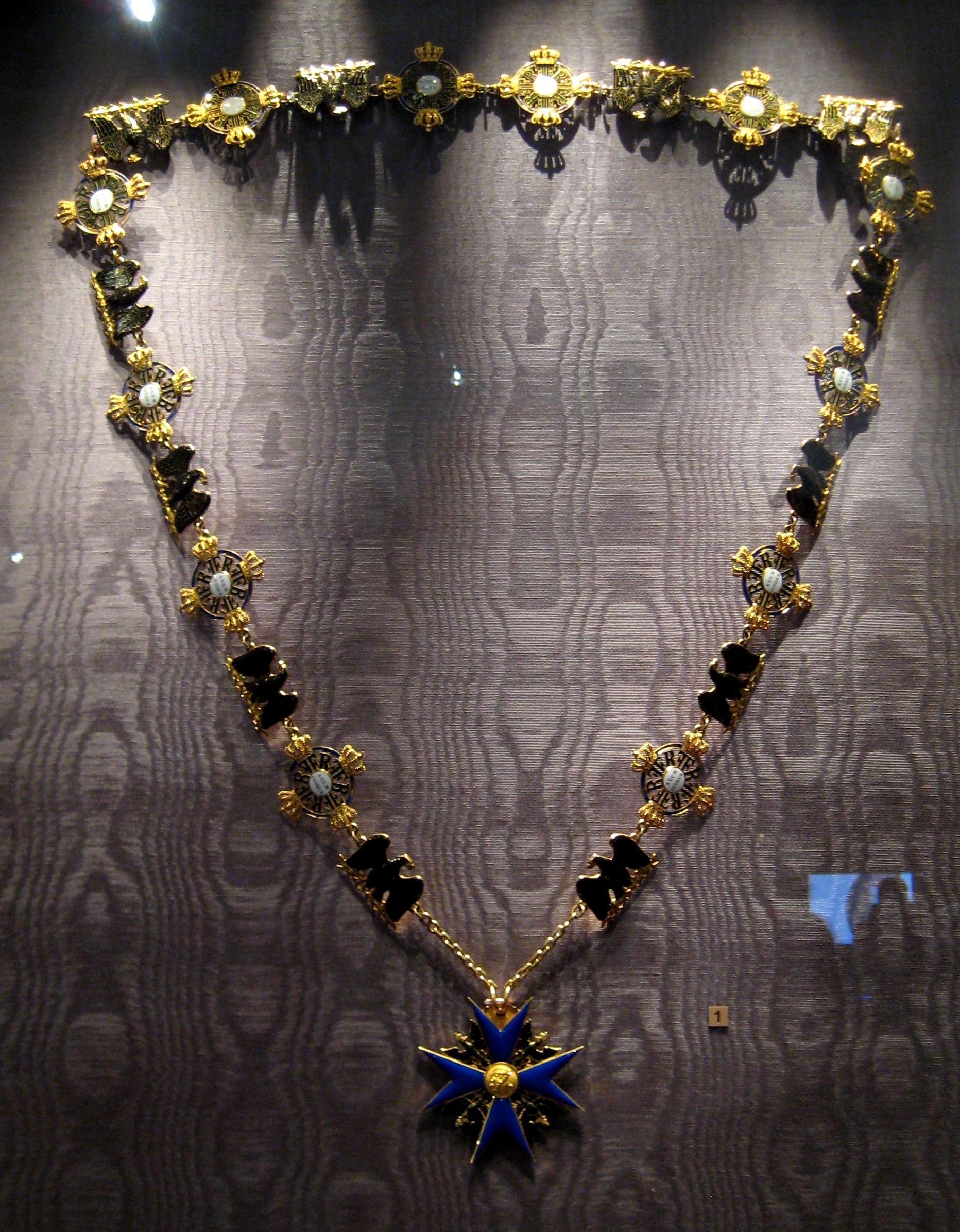
Орден Черного орла, принадлежавший Николаю Алесандровичу